# Freitag und Robinson
Freitag und Robinson (Originaltitel: Man Friday) ist ein US-amerikanisch-britischer Abenteuerfilm aus dem Jahr 1975. Regie führte Jack Gold, das Drehbuch schrieb Adrian Mitchell anhand des eigenen Theaterstücks, welches auf dem Roman Robinson Crusoe von Daniel Defoe beruht.

## Handlung
Der Film beginnt mit einer Szene, in der Robinson Crusoe auf einem Strand sitzt und die Bibel liest. Weiterhin erfährt man, dass er ein britischer Matrose ist, der nach einem Schiffsunglück auf einer Insel gestrandet ist.
Crusoe trifft eines Tages Einheimische, die er alle bis auf einen tötet. Er gibt dem Überlebenden den Namen Freitag. Crusoe erklärt ihn zu seinem Diener, verhält sich dominant und wird schließlich gewalttätig. Crusoes Denkweise ist von Nationalismus, Gottesfurcht und dem Gefühl der Überlegenheit der weißen Rasse beherrscht. Freitag lernt die Englische Sprache schnell und beginnt mit Crusoe zu argumentieren. Er stellt dabei die Werte Crusoes in Frage. Crusoe versucht, seine Vorstellungen von Eigentum und Gottesfurcht auf Freitag zu übertragen, was scheitert. Als Freitag sich dagegen wehrt, weiter als Sklave behandelt zu werden, sieht Crusoe ein, dass er alleine nicht leben möchte und erkennt Freitag als menschliches Wesen an – allerdings als eines, das weniger Rechte als er hat. Als ein englisches Schiff eintrifft, sind beide überglücklich, allerdings stellt es sich als Schiff von Sklavenhändlern heraus, die Freitag kaufen möchten. Robinson und Freitag töten die Händler und das Schiff fährt davon.
Als sich Freitag und Robinson über die Sexualmoral in Freitags Stamm unterhalten, bekommt Robinson einen Wutanfall und führt eine Scheinhinrichtung bei Freitag durch. Anschließend ist das Verhältnis zerrüttet und beide koexistieren nur noch. Freitag beginnt wieder in einem sklavenähnlichen Verhältnis zu arbeiten. Eines Tages zwingt Freitag Robinson ein Floß zu bauen, auf dem sie die Heimatinsel Freitags erreichen. Dort erzählt Freitag den anderen von Robinsons schlechten Einfluss, den er auf die Kinder haben könnte, und sie weisen ihn aus.
Robinson kehrt auf seine Insel zurück, wo er Selbstmord begeht.

## Kritiken
Roger Ebert schrieb in der Chicago Sun-Times vom 12. März 1976, der Film sei ein unglücklicher Versuch, ein modernes Märchen zu konstruieren. Er sei gut gemeint gewesen; eine Neuverfilmung von Robinson Crusoe mit der gleichen Besetzung hätte interessant werden können. Die kontrastierenden schauspielerischen Ansätze von Peter O’Toole und Richard Roundtree seien interessant, die Hauptdarsteller seien jedoch der „Gnade des Drehbuchs“ ausgeliefert.
Prisma schrieb, Jack Gold („Der kleine Lord“) habe eine ironische Version geschaffen, die als Satire auf die westliche Zivilisation und den Niedergang des britischen Imperiums angelegt ist. Gold erzähle „[…] die Geschichte konsequent aus der Perspektive von Freitag. Robinson wird hier zum selbstgefälligen, machtgierigen und ausbeuterischen Engländer, dessen geistige, moralische und kulturelle Überlegenheitsgefühle sich in der Realität als Lüge, Täuschung und Anmaßung herausstellen. Nicht Freitag ist demnach der Schüler, sondern Robinson. Doch dieser erweist sich als unfähig, auf die veränderte Situation angemessen zu reagieren. Brillant: die beiden Hauptdarsteller Peter O'Toole und Richard Roundtree in einer seiner schönsten Rollen.“
Das Lexikon des internationalen Films schrieb, der Film sei eine „gescheite Anti-Kolonisationsgeschichte als oftmals bitter-ironische Abrechnung mit der patriarchalischen, selbstgerechten Attitüde weißer Weltbeglücker“.
Die Zeitschrift TV Spielfilm 6/2008 schrieb, die „Anti-Kolonisationsstory“ sei „politisch korrekt, aber leider auch überlang“. Sie zeige Robinson als „einfältigen Ausbeuter“, während Freitag „weise“ wirke.

## Auszeichnungen
Jack Gold wurde im Jahr 1975 für die Goldene Palme nominiert.

## Hintergründe
Die Weltpremiere fand im Mai 1975 auf den Internationalen Filmfestspielen von Cannes statt.